# Хаиров, Ахмет
Ахмет Хаиров (1825, Сибашева, Оренбургская губерния, Российская империя — не ранее 1863) — башкирский кантонный начальник.

## Биография
Родился в деревне Сибашева, Стерлитамакского уезда Оренбургской губернии. Происходил из рядовых башкир.
В 1836 году поступил в Казанскую гимназию, с 1844 года учился на медицинском факультете в Казанском Императорском университете, в 1845 "по неспособности к медицинским наукам" был переведён на арабско-персидскую словесность. Окончил университет в звании действительного студента.
В 1853—1854 годах служил начальником 7-го башкирского кантона (центр — деревня Хасаново).
В 1863—1865 годах являлся помощником начальника 4-го Челябинского кантона.
В составе 4-го башкирского полка принимал участие в Крымской войне 1853—1856 годов, награждён бронзовой медалью на Андреевской ленте «В память Восточной войны 1853—1856 гг.».
В 1859—1860 годах — начальник 10-го кантона, в 1861—1863 годах — начальник 9-го кантона (центр — деревня Метелево).